# 6e brigade légère blindée
Pour les articles homonymes, voir 6e brigade et Brigade légère.
La 6e brigade légère blindée (6e BLB) est l'une des six brigades interarmes (BIA) de l'Armée de terre française, faisant partie de la 3e division.
Son état-major se situe à Nîmes.
Sa mission est d’être capable de s’engager sur n'importe quel théâtre d'opérations avec des préavis très brefs, ce, en associant puissance de feu, souplesse et mobilité.

## Historique et présentation
Héritière de la 6e division légère blindée (DLB), la 6e brigade légère blindée est installée à Nîmes depuis 1984. Elle succède à la 6e division de cavalerie de la Grande Guerre, la 6e division légère de cavalerie de 1940, aux 6es divisions blindées de Compiègne (1951-1957) et de Strasbourg (1977-1984). En 1999, elle devient 6e brigade légère blindée. Elle reprend les missions et unités de la 31e brigade active de 1981 à 1984.
La 6e division légère blindée fournit une part importante des effectifs de la division Daguet au cours de la guerre du Golfe, lors de l'opération tempête du désert.
En 2016, dans le cadre de la réforme de l’armée de Terre, elle devient l'une des six brigades interarmes, regroupant près de 7 500 hommes. Elle associe puissance de feu, souplesse et mobilité et répond ainsi pleinement aux exigences des missions d’urgence qui pourraient lui être confiées. Située à proximité de ports et aéroports militaires ou civils majeurs, elle peut être projetée rapidement sur tous les théâtres d’opération et sur le territoire national. Elle est subordonnée à la 3e division, recréée à Marseille le 20 juin 2016, aux côtés de la 11e brigade parachutiste de Toulouse et de la 2e brigade blindée de Strasbourg.
Mettant en œuvre des systèmes d’armes aptes au combat de nuit et de jour, sous tous les climats, la 6e BLB constitue une force de combat polyvalente, offrant un bon compromis entre la mobilité et la puissance de feu. Formée aux opérations amphibies, elle est régulièrement employée dans un cadre interarmées (air-terre-mer) ou interalliés (ONU-OTAN). La 6e BLB a récemment menée plusieurs opérations en Afghanistan, au Mali et en Centrafrique, puis récemment en Irak.
Par ailleurs, elle est régulièrement présente au sein des forces françaises prépositionnées à l’étranger (Djibouti) et parmi les forces de souveraineté dans les DOM-TOM (Mayotte, Guyane, les Antilles, La Réunion, Polynésie, Nouvelle-Calédonie).
La force de la brigade est principalement constituée par la diversité de ses sept régiments : quatre régiments de légion, deux régiments de troupes de marine et un régiment de spahis. Elle dispose d’hommes d’une valeur professionnelle riche et incontestée, à l’expérience reconnue.
Ainsi, son expérience opérationnelle avérée, son implantation géographique, sa compétence amphibie et la richesse de ses hommes lui confèrent une réelle aptitude d’ouverture de théâtre d’opérations.
Elle est aujourd'hui installée à un carrefour de relations économiques et culturelles qui en font un nœud stratégique au centre des grands axes nord-sud et est-ouest. C'est à partir de cette « plate-forme » aux grandes capacités autoroutières, aéroportuaires et portuaires que la 6e BLB s'engage sur n'importe quel théâtre d'opérations avec des préavis très brefs.

## Héraldique
La 6e brigade légère blindée marque par son insigne tout à la fois cette filiation et son implantation à Nîmes. L’écu moderne sur fond rouge ainsi que le gantelet, symbolisant l'arme blindée, proviennent de l'insigne de la 6e division blindée de 1977 ; la palme en forme de « 6 » évoque le palmier présent sur les armoiries de la ville de Nîmes.

## Commandants de la6eDLB
- 1984 - 1986 : général de division Moreau
- 1986 - 1988 : général de brigade Favreau
- 1988 - 1990 : général de brigade Pincemin
- 1990 - 1991 : général de brigade Mouscardès
- 1991 - 1993 : général de division Janvier
- 1993 - 1994 : général de division Bâton
- 1994 - 1996 : général de division Rideau
- 1996 - 1999 : général de brigade Schwerdorffer

## Commandants de la6eBLB
- 1999 - 2000 : général de brigade Barro
- 2000 - 2002 : général de brigade de Kermabon
- 2002 - 2004 : général de brigade Dary*
- 2004-2006 : général de brigade Philippe Houbron
- 2006 - 2008 : général de brigade Bertrand Clément-Bollée .
- 2008 - 2010 : général de brigade Eric Margail.
- 2010 - 2012 : général de brigade Antoine Windeck.
- 2012 - 2014 : général de brigade Laurent Kolodziej.
- 2014 - 2016 : général de brigade Pierre Gillet.
- 2016 - 2017 : général de brigade Benoît Durieux.
- 2017 - 2019 : général de brigade Franck Nicol.
- 2019 - 2021 : général de brigade Jean-Christophe Bechon.
- 2021 - 2023 : général de brigade Eric Ozanne.
- 2023 - : général de brigade Valentin Seiler.

## Composition actuelle
Avec un effectif de 7500 hommes, la 6e BLB comprend un état-major et sept régiments :
- état-major de brigade basé à Nîmes ;
- 6e compagnie de commandement et de transmissions de marine (6e CCTMa), basée à Nîmes ;
- 1er régiment étranger de cavalerie (1er REC) stationné au quartier maréchal-des-logis Keck sur le camp de Carpiagne, équipé d'AMX 10 RC ;
- 1er régiment de spahis (1er RS) stationné au quartier Baquet à Valence, équipé d'AMX 10 RC ;
- 2e régiment étranger d'infanterie (2e REI) stationné au quartier colonel de Chabrières à Nîmes, équipé de VBMR Griffon ;
- 21e régiment d'infanterie de marine (21e RIMa) stationné au camp colonel Lecocq à Fréjus, équipé de VAB ;
- 13e demi-brigade de Légion étrangère (13e DBLE) installée, depuis le 29 juin 2016, au quartier général de Castelnau sur le plateau du Larzac, équipée de VAB ;
- 3e régiment d'artillerie de marine (3e RAMa) stationné au quartier colonel Fieschi sur le camp de Canjuers, équipé de canons de 155mm CAESAR ;
- 1er régiment étranger de génie (1er REG) stationné au quartier général Rollet à Laudun - l'Ardoise, équipé de VAB - Génie ;
- 4e groupement d'instruction des troupes de marine (4e GITdM), basé à Fréjus et chargé de la formation initiale des engagés volontaires des régiments de la brigade.

### Organisation en 1984
En 1984 l'unité se nomme 6e division légère blindée et est une des composantes de la FAR. Elle est alors constituée de sept régiments dont cinq sont des régiments professionnels et trois font partie de la Légion étrangère :
- état-major de division basé à Nîmes ;
- 21e régiment d'infanterie de marine ;
- 2e régiment étranger d'infanterie ;
- 1er régiment de spahis ;
- 1er régiment étranger de cavalerie ;
- 68e régiment d'artillerie ;
- 6e régiment étranger de génie ;
- 6e régiment de commandement et de soutien.

### Organisation en 1999
- état-major de division basé à Nîmes ;
- 21e régiment d'infanterie de marine ;
- 2e régiment étranger d'infanterie ;
- 1er régiment de spahis ;
- 1er régiment étranger de cavalerie ;
- 3e régiment d'artillerie de marine ;
- 1er régiment étranger de génie ;
- 6e compagnie de commandement et de transmissions.

### Organisation en 2009
- état-major de brigade basé à Nîmes ;
- 21e régiment d'infanterie de marine ;
- 2e régiment étranger d'infanterie ;
- 1er régiment étranger de cavalerie ;
- 3e régiment d'artillerie de marine ;
- 1er régiment étranger de génie ;
- 6e compagnie de commandement et de transmissions.

### Organisation en 2015
- état-major de brigade basé à Nîmes ;
- 21e régiment d'infanterie de marine ;
- 2e régiment étranger d'infanterie ;
- 13e demi brigade de légion étrangère ;
- 1er régiment étranger de cavalerie ;
- 1er régiment de spahis ;
- 3e régiment d'artillerie de marine ;
- 1er régiment étranger de génie ;
- 6e compagnie de commandement et de transmissions.

## Matériels
Mettant en œuvre des systèmes d'armes aptes au combat de nuit et de jour, sous tous les climats, la 6e BLB constitue une force antichar offrant un bon compromis entre la mobilité et la puissance de feu. Brigade expérimentale de « l’internet du champ de bataille », elle dispose d’un réseau de communication numérisé, dont le système d'information NEB (Numérisation de l’Espace de Bataille) constitue l'ossature. Elle est en outre dotée d'une capacité de survie en ambiance nucléaire, chimique ou bactériologique. Enfin, elle a montré en Afghanistan et au Mali sa capacité à intervenir dans des pays traversant des crises gouvernementales et sociétales graves, au milieu de situations humaines complexes.

### Quelques chiffres
[Quand ?]
- 200 véhicules de l’avant blindés « infanterie » (VAB INF) ;
- 25 véhicules de haute mobilité (VHM) ;
- 100 véhicules blindés de combat d’infanterie (VBCI) ;
- 24 canons d’artillerie de types CAESAR ;
- 24 mortiers de 120 mm RTF1;
- 20 véhicules de l’avant blindés « génie » (VAB GEN) ;
- 20 engins du génie (bulldozer, tractopelle, etc.).